# Sony Ericsson W205
Sony Ericsson W205 är en Walkman-telefon för budgetmarknaden. Den har 65 000 färgers bildskärm, 1,3 mexapixels kamera, GPRS, Bluetooth, Memory Stick Micro-kortplats (M2), musikspelare och FM-radio med inbyggd antenn.